# Љубач (Ражанац)
Љубач је насељено место у саставу општине Ражанац у Задарској жупанији, Република Хрватска.

## Историја
До територијалне реорганизације у Хрватској налазио се у саставу старе општине Задар.

## Становништво
На попису становништва 2011. године, Љубач је имао 475 становника.

## Попис1991.
На попису становништва 1991. године, насељено место Љубач је имало 703 становника, следећег националног састава:
| Попис 1991.‍ | Попис 1991.‍ | Попис 1991.‍ | Попис 1991.‍ | Попис 1991.‍ |
| ----------- | ----------- | ----------- | ----------- | ----------- |
|             |             |             |             |             |
| Хрвати      | Хрвати      |             | 699         | 99,43%      |
| непознато   | непознато   |             | 4           | 0,56%       |
| укупно: 703 |             |             |             |             |